# 蔣舒
蔣舒 （？年—？年），初為蜀漢武興督，因被撤换至汉中，心生不满，投降曹魏。

## 生平
景耀六年（263年），曹魏以鍾會、鄧艾等大軍伐蜀，劉禪聞訊後，急忙命右車騎將軍廖化增援姜維；派左車騎將軍張翼和輔國大將軍董厥到陽平關防守鍾會軍。九月，魏軍正式全面發動攻勢，劉禪卻不等援軍到達，就命漢中的蜀軍撤退，令魏國東路軍長驅直進。鍾會遂親自帶兵攻陽平關，再派前將軍李輔攻防守樂城的監軍王含，護軍荀愷攻駐守漢城的綏武將軍蔣斌，劉欽由子午谷出與主力會師，護軍胡烈攻陽平關。陽平關守將、關中都督傅僉想堅守，但蔣舒因被降職而懷恨在心，遂說服傅僉讓其出城迎戰。出戰後，蔣舒投降魏軍，引降兵突擊城內，傅僉奮戰而死。魏軍進佔陽平關，東路軍繼續長驅直入，直逼劍閣。
由于蔣舒的投降，造成姜維以陽平關為中心的困敵戰術崩潰，蔣舒的投降有幾種說法，漢晉春秋採蔣舒至陰平投降胡烈，華陽國志則是「蔣舒開門投降」。